# Protolabis
Protolabis is een geslacht van uitgestorven kameelachtigen, die endemisch waren in Noord-Amerika. Het leefde van het Boven-Oligoceen tot het Boven-Mioceen, 20.4 tot 5.3 miljoen jaar geleden, bestaande ongeveer 15 miljoen jaar. De fossiele verspreiding is wijdverbreid van Nicaragua in Midden-Amerika tot Montana en in de hele westelijke Verenigde Staten.

## Kenmerken
Dit dier leek veel op de huidige guanaco, maar het formaat moest groter zijn en de lichaamsverhoudingen waren robuuster. Aangenomen wordt dat de grootste soort een halve ton kan wegen (een grootte die sterk lijkt op die van de huidige dromedarissen).
Protolabis bezat enkele primitieve kenmerken die deden denken aan de oude kameelachtige Poebrotherium. Het behield drie bovenste snijtanden en alleen de derde was hoektandvormig. De bovenste vierde premolaar was een kleine, puntige, afgeplatte kegel. De bovenmolaren hadden een hogere kroon dan die van Poebrotherium, maar bezaten nog langwerpige wortels. De nek was korter dan die van de huidige lama's, de benen waren relatief kort in vergelijking met de huidige kameelachtigen en de voet was iets langer en slanker dan de hand. De metapoden waren nog volledig gescheiden.

## Classificatie
Het geslacht Protolabis werd in 1876 opgericht door Edward Drinker Cope om plaats te bieden aan de soort Procamelus heterodontus, die Cope zelf een paar jaar eerder had beschreven, op basis van fossiele overblijfselen die in Colorado in de bodem van het Midden-Mioceen zijn gevonden. Andere soorten die aan dit geslacht worden toegeschreven zijn P. saxeus, P. barstowensis, P. coarctatus, P. inaequidens uit het Laat-Mioceen, P. gracilis uit het Midden-Mioceen en P. yavapaiensis uit het Laat-Mioceen. Fossielen van Protolabis zijn gevonden in een groot deel van de westelijke en centrale Verenigde Staten, maar ook in Mexico en Honduras.
Protolabis is een archaïsche vertegenwoordiger van de onderfamilie Camelinae, bestaande uit de huidige kameelachtigen. Protolabis wordt beschouwd als de voorouder van meer afgeleide vormen, zoals Procamelus (waarschijnlijke de voorouder van kamelen en dromedarissen) en Hemiauchenia (vermoedelijk een mogelijke voorouder van lama's, guanaco's en vicuña's). Protolabis wordt toegeschreven aan een eigen Protolabidinae, waartoe ook Tanymykter en Michenia behoren.